# 札幌一番街

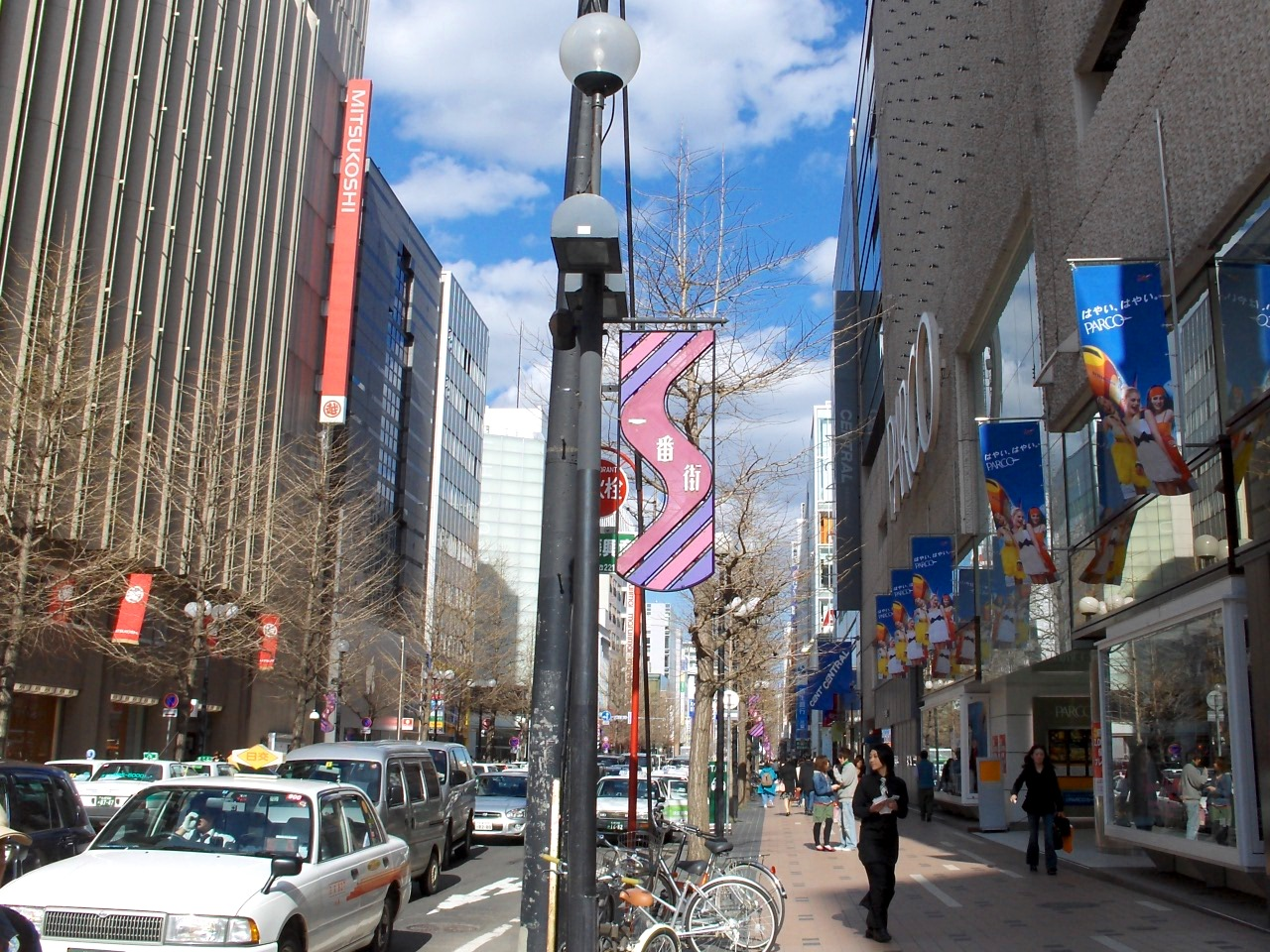
札幌一番街商店街（南1条通）（2007年4月）

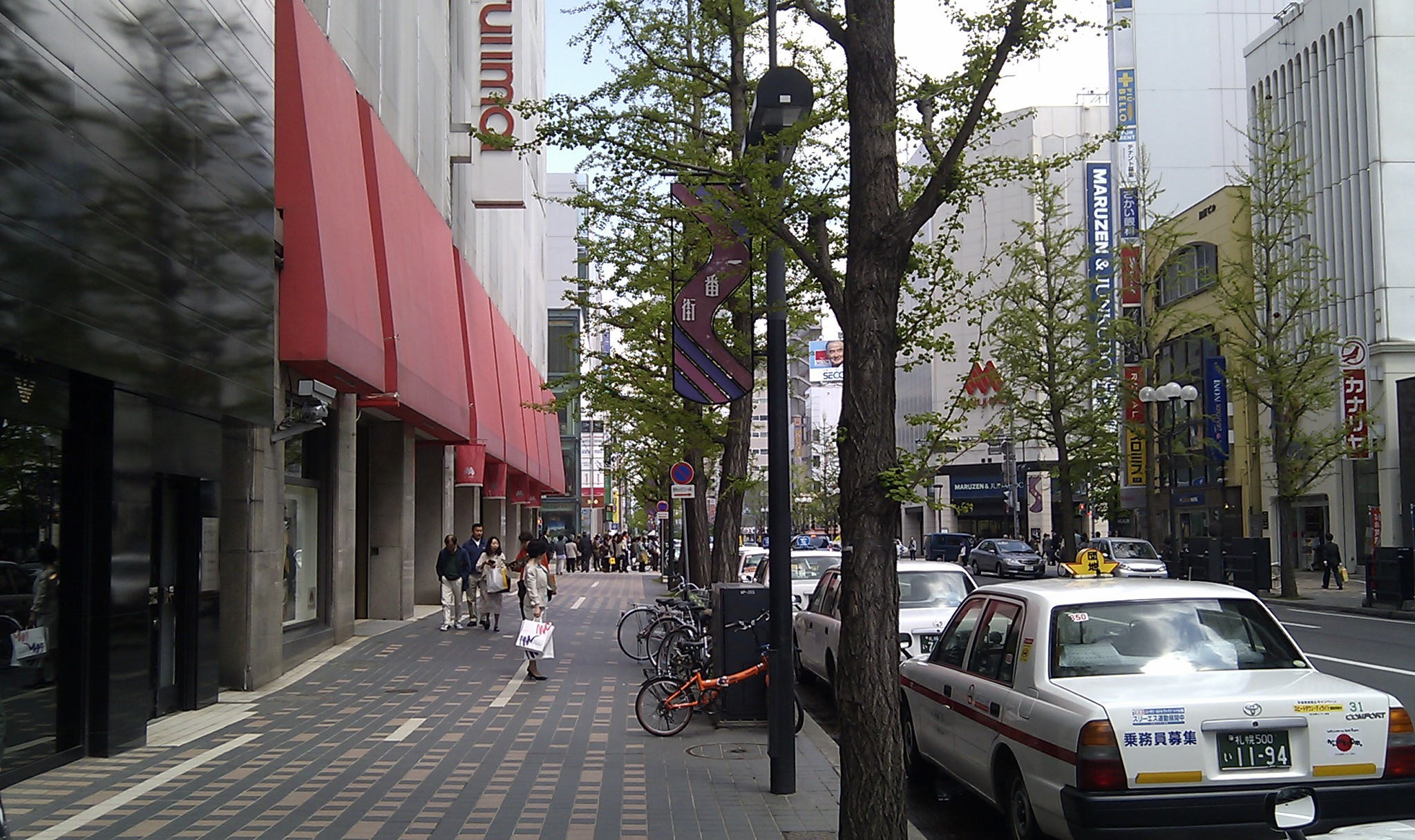
札幌一番街商店街（南1条通）（2011年5月）

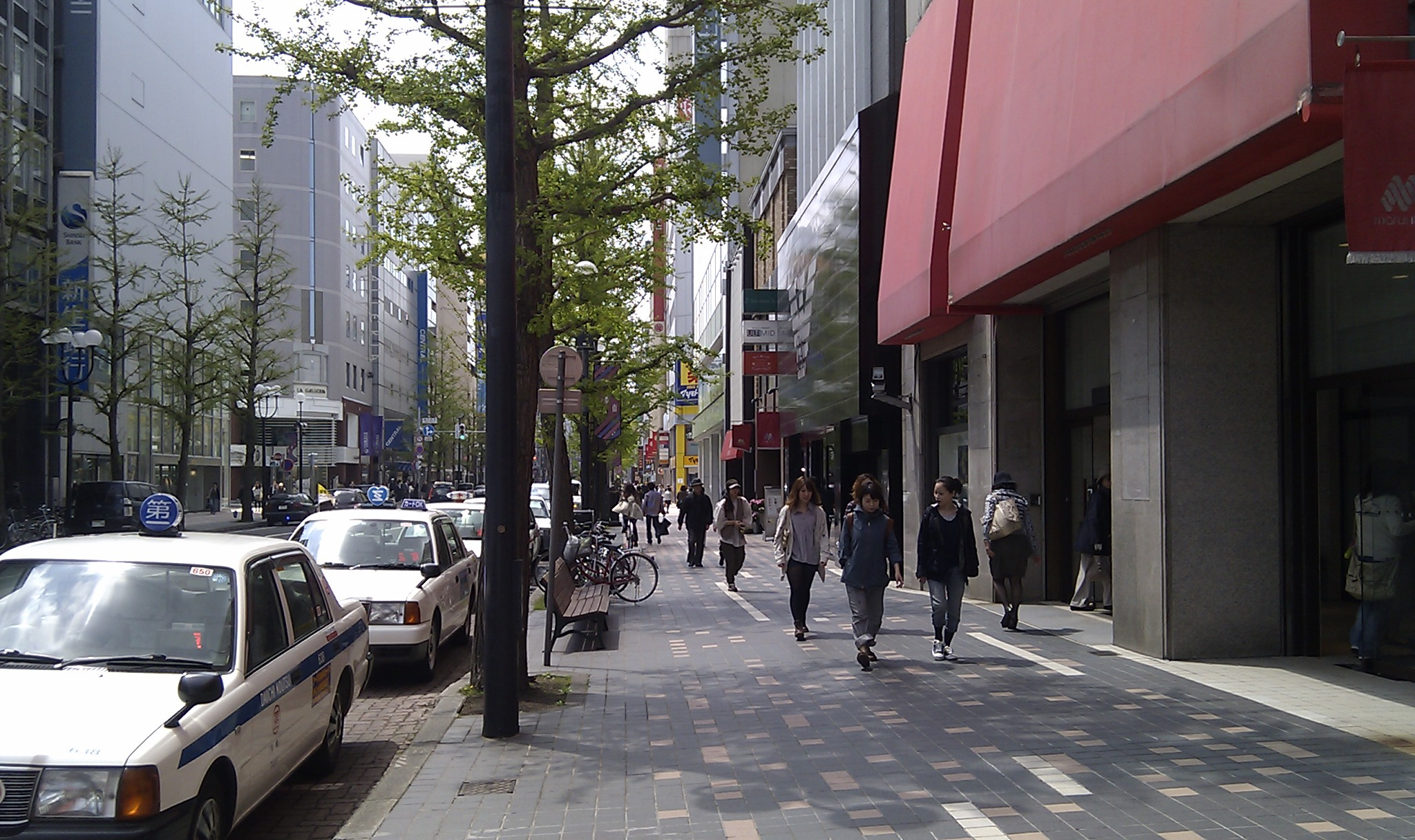
札幌一番街商店街（南1条通）（2011年5月）

札幌一番街（さっぽろいちばんがい、英: Sapporo no.1 street）は、札幌市中央区にある商店街。

## 概要
札幌・大通地区の南1条西1丁目（創成橋・創成川通交点）から西3丁目（札幌駅前通交点）までの南1条通沿いにあり、百貨店や専門店を中心とした老舗が集積する札幌市内で最も歴史ある商店街になっている。通りの両側にはイチョウの木が立ち並んでおり、各建物の前にはコニファーを設置している。また、札幌三越前の「ライオン像」やラ・ガレリア前の「元気地蔵」（作・松本純一）は、通りのランドマークになっている。夏期の週末は通りを歩行者天国（さっぽろホコテン）にして開放し、イベントを開催している。

## 歴史
札幌本府建設により大通以南は商業地として渡島通（現在の南1条通）に初めて町家（町屋）が建てられると次第に商店が増加していった。1901年（明治34年）に「一の秋の総本店」が建てた建造物（秋野総本店薬局）は現存しており、「さっぽろ・ふるさと文化百選」に選定されている。
- 1872年（明治05年）：「今井商店」（後の丸井今井、現在の札幌丸井三越）、「一の秋の総本店」創業[3]。
- 1878年（明治11年）：「岩井信六商店」創業[3]。
- 1892年（明治25年）：「大丸藤井」（現在の大丸藤井セントラル）創業[3]。
- 1893年（明治26年）：「まるいち」（丸一救生堂薬舗、現在の丸一斉藤商店）、「池内金物店」（現在の丸ヨ池内）創業[3]。
- 1896年（明治29年）：「株式会社松崎」（現在の松崎ビル）創業[3]。
- 1911年（明治44年）：「坂栄養食品」創業[3]。
- 1912年（大正元年）：馬車鉄道（西5丁目—東2丁目）開通[1]。
- 1914年（大正03年）：「むつみや商店」創業[3]。
- 1916年（大正05年）：丸井今井が百貨店営業開始。
- 1918年（大正07年）：「札幌南一条振興会」発足[3]。歩道整備[3]。
- 1920年（大正09年）：馬車鉄道に代わり、路面電車（一条線西4丁目—頓宮前）開通（1973年廃止）[3]。
- 1922年（大正11年）：「丸善札幌支店」開設[3]。
- 1930年（昭和05年）：「カナリヤ」創業[3]。
- 1932年（昭和07年）：「三越札幌支店」（札幌三越）開店[3]。
- 1937年（昭和12年）：「畑中商事」創業（写真館→レストラン）[3]。
- 1954年（昭和29年）：「日本劇場」開館（2003年閉館）[4]。
- 1961年（昭和36年）：「南一条振興会」発足[3]。「松崎ビル」「有楽ビル」オープン[3]。
- 1964年（昭和39年）：「勧銀ビル」（現在の南一条Kビル）オープン[3]。
- 1968年（昭和43年）：「札幌東ビル」（現在のJCB札幌東ビル）オープン[3]。
- 1971年（昭和46年）：三越札幌店増築[3]。
- 1972年（昭和47年）：「アメリカ屋靴店」ビル化（現在のエムズ札幌ビル）[3]。「長崎屋札幌店」（後のBig-Off札幌店）開店（2002年閉店）[3][5][6]。
- 1973年（昭和48年）：「丸ヨ池内ビル」（現在のIKEUCHI GATE）オープン[3]。
- 1974年（昭和49年）：南一条振興会が法人化し「一番街商店街振興組合」設立[3]。街路灯設置[3]。歩行者天国『さっぽろプロムナード』実施[3]。
- 1975年（昭和50年）：「札幌パルコ」開店[3][7]。
- 1988年（昭和63年）：電線類地中化し、街路灯増設[3]。ロードヒーティング完了[3]。
- 1989年（平成元年）：「大丸藤井セントラルビル」オープン[8]。
- 1992年（平成04年）：丸善札幌支店新ビル（現在のQBサッポロビル）オープン[3][9]。
- 1995年（平成07年）：「ラ・ガレリア」オープン[3][10]。
- 1998年（平成10年）：「らんたんビル」オープン[3]。
- 1999年（平成11年）：「南一条地区開発事業推進協議会」発足[3]。
- 2002年（平成14年）：「札幌アルタ」オープン（2010年閉店）[3][11]。Big-Off札幌店閉店後の高桑ビルに丸井今井が出店（2018年営業終了）[12]。
- 2004年（平成16年）：「札幌シャンテ」オープン[3]。
- 2011年（平成23年）：「IKEUCHI ZONE」オープン[13]。

## 加盟施設
「商店街マップ」参照
西3丁目
- 札幌三越
- マツモトキヨシ
- 札幌パルコ
- 大丸藤井セントラル
- ラ・ガレリア

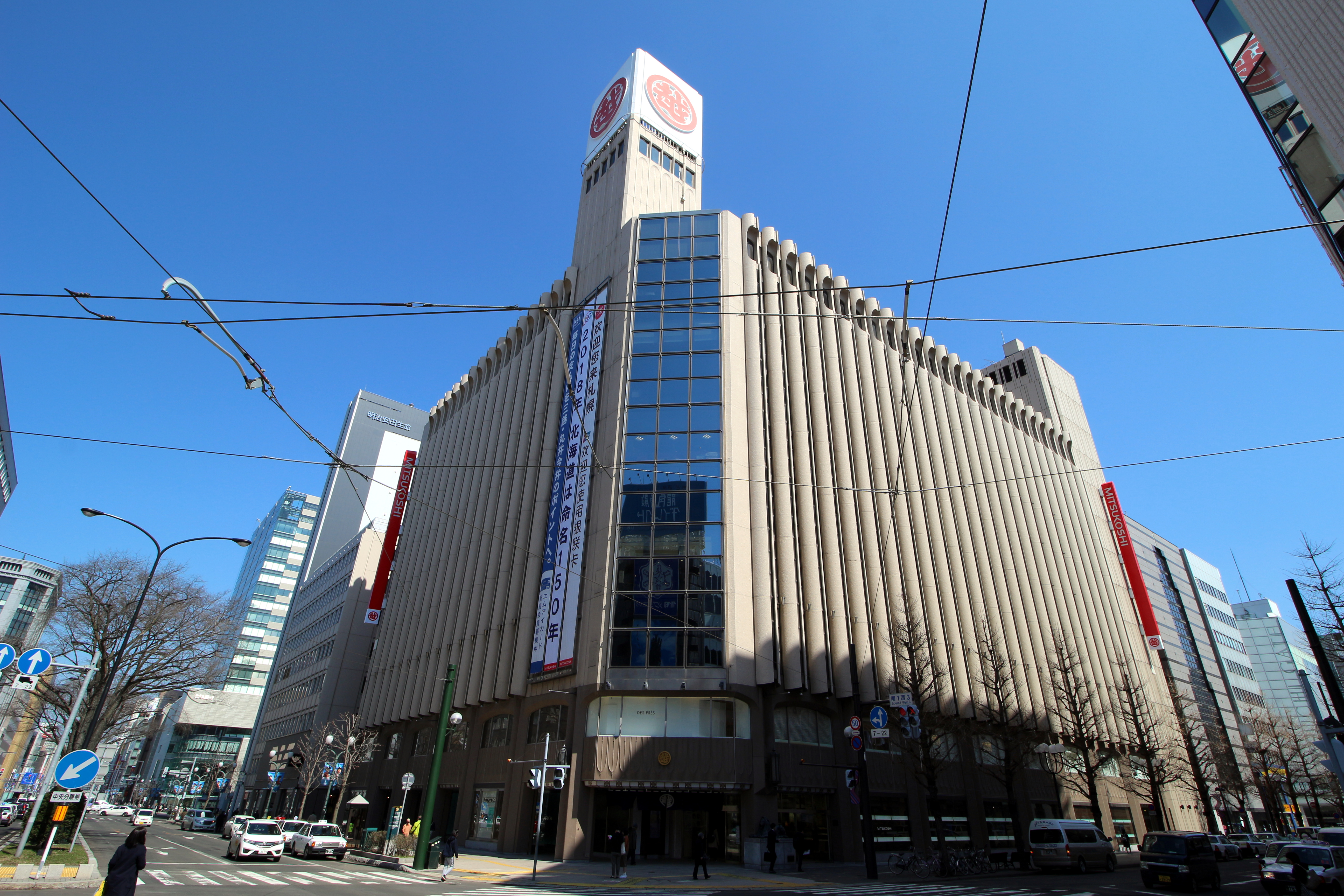
札幌三越本館（2018年4月）
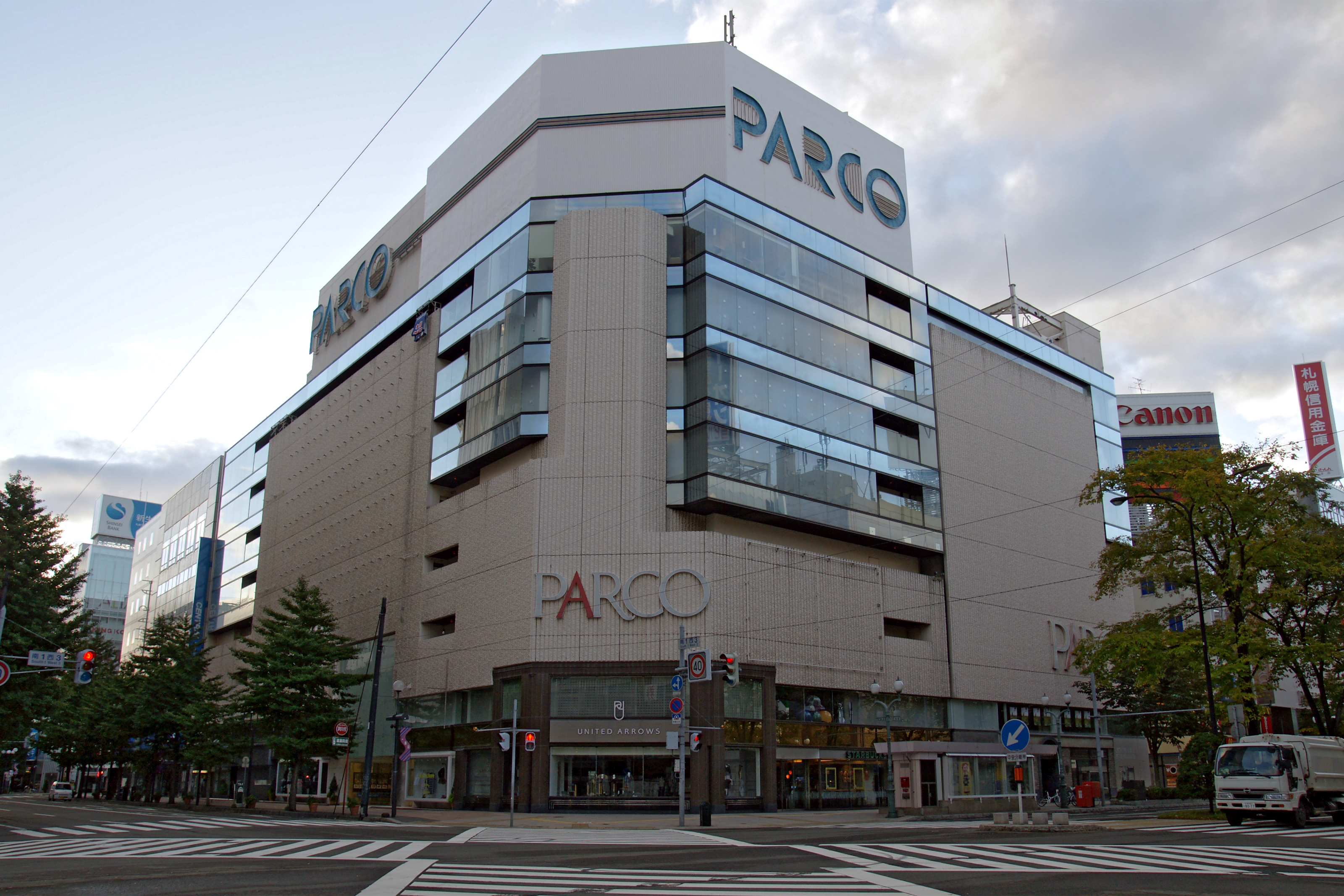
札幌パルコ（2009年10月）
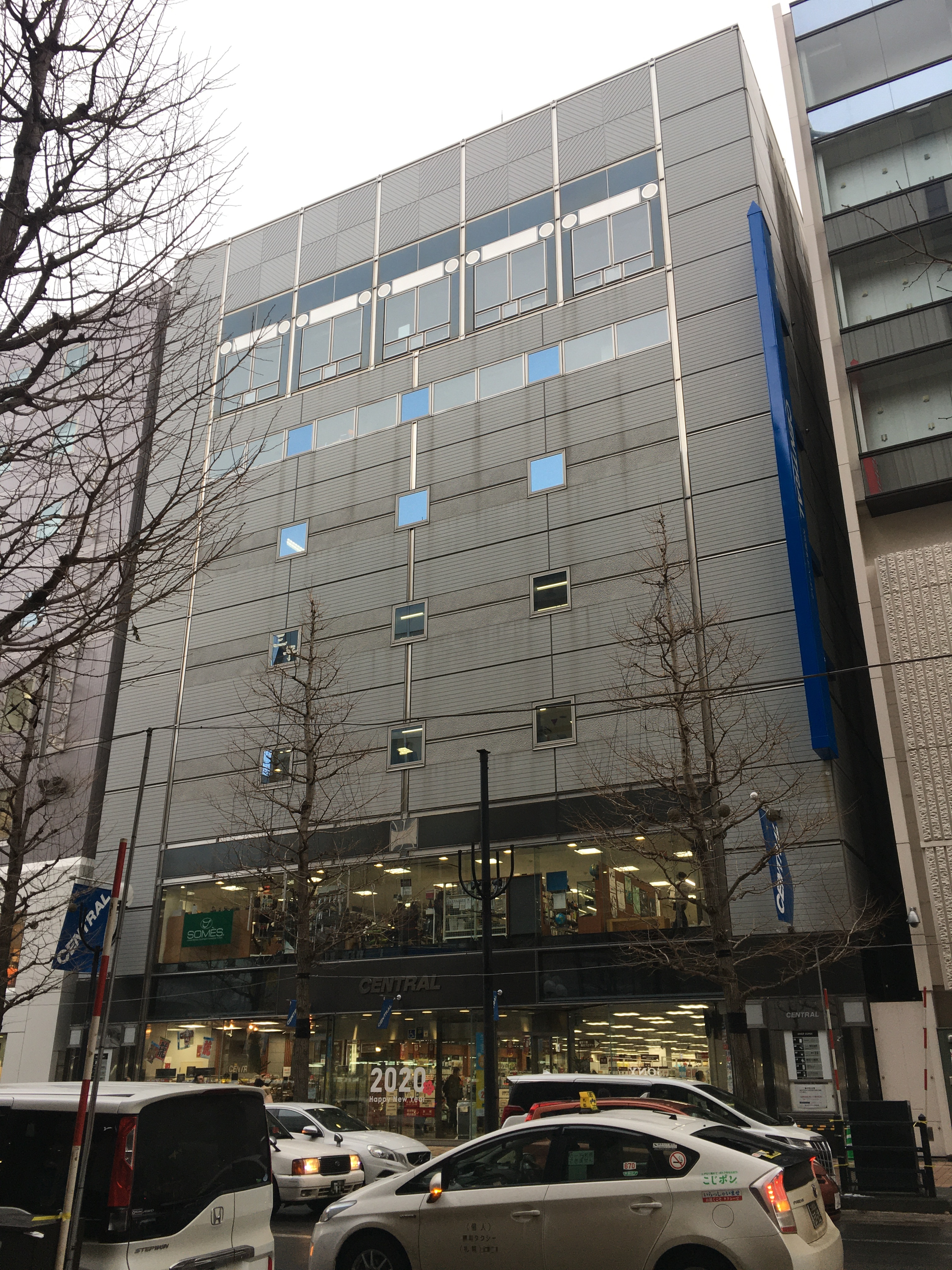
大丸藤井セントラル（2019年12月）

西2丁目
- 丸ヨ池内
  - IKEUCHI GATE
  - IKEUCHI ZONE（旧札幌アルタ）
- 丸井今井札幌本店西館
- 丸井今井札幌本店一条館
- 南一条Kビル
- 第5藤井ビル
- カナリヤ

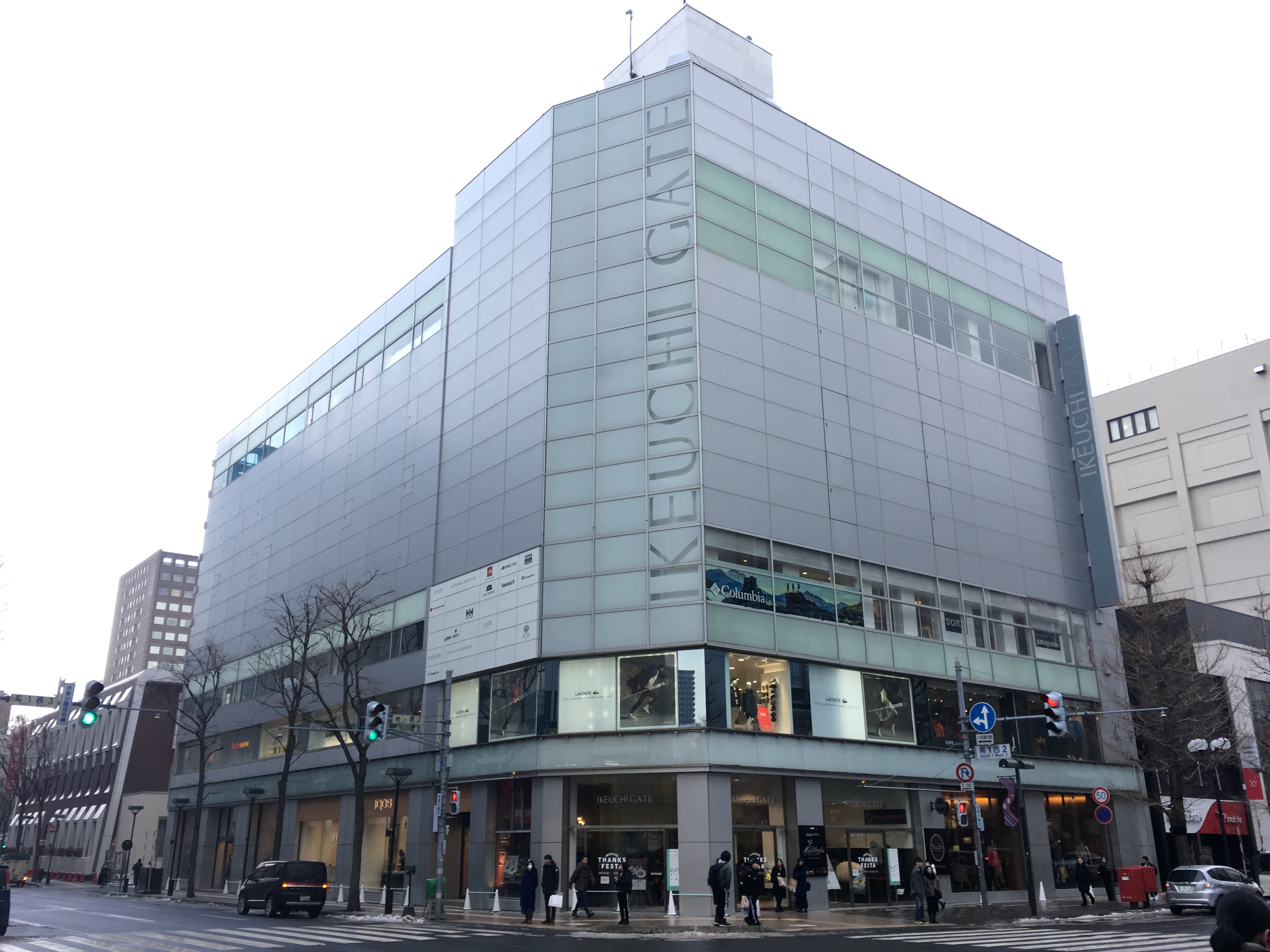
IKEUCHI GATE（2019年12月）
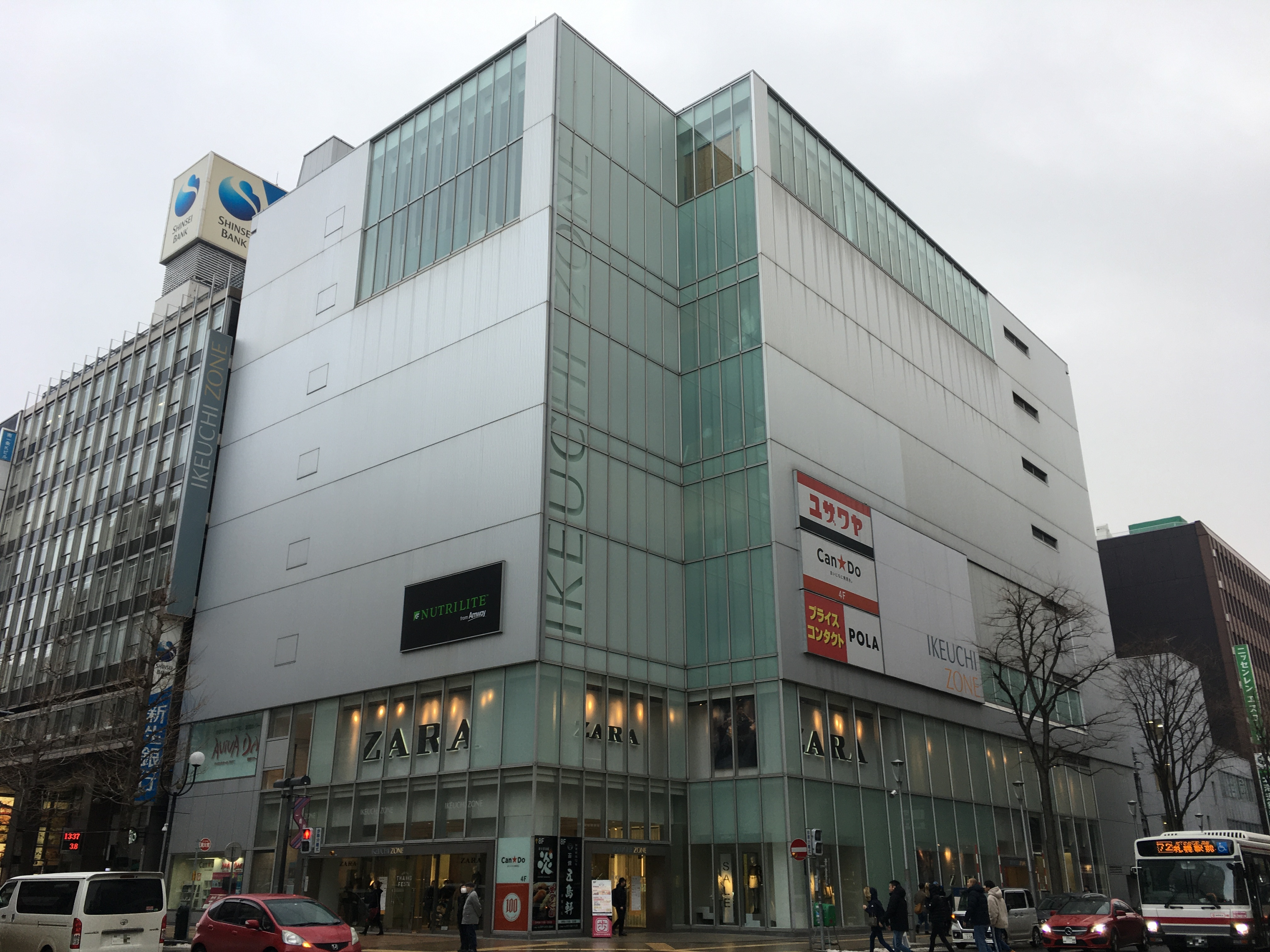
IKEUCHI ZONE（2019年12月）
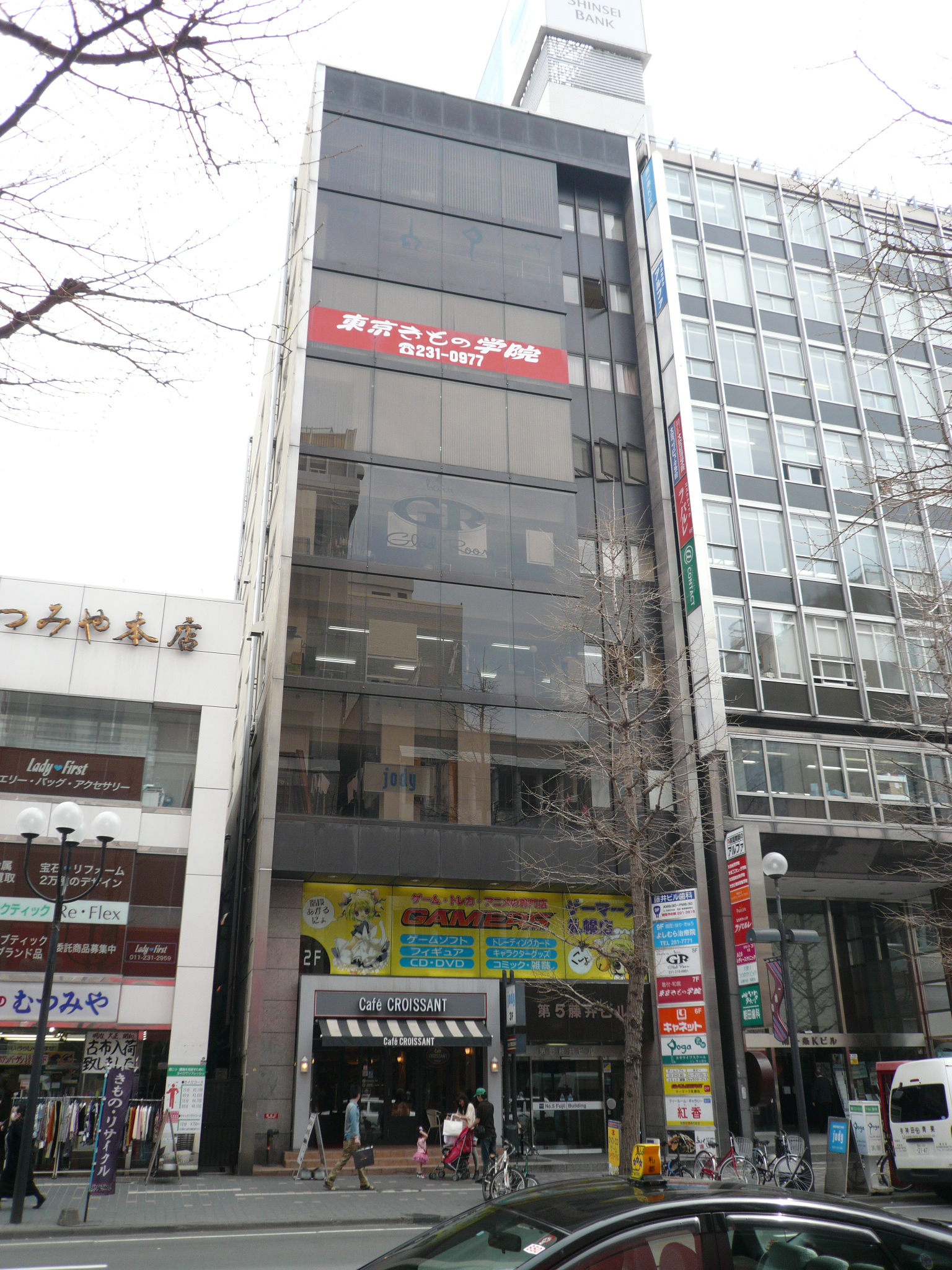
第5藤井ビル（2012年5月）

西1丁目
- 札幌東宝ビル（札幌シャンテ）
- 大成札幌ビル
- 松崎ビル
- JCB札幌東ビル
- 高桑ビル
- 秋野総本店薬局
- SAKAビル
- 繁田園ビル

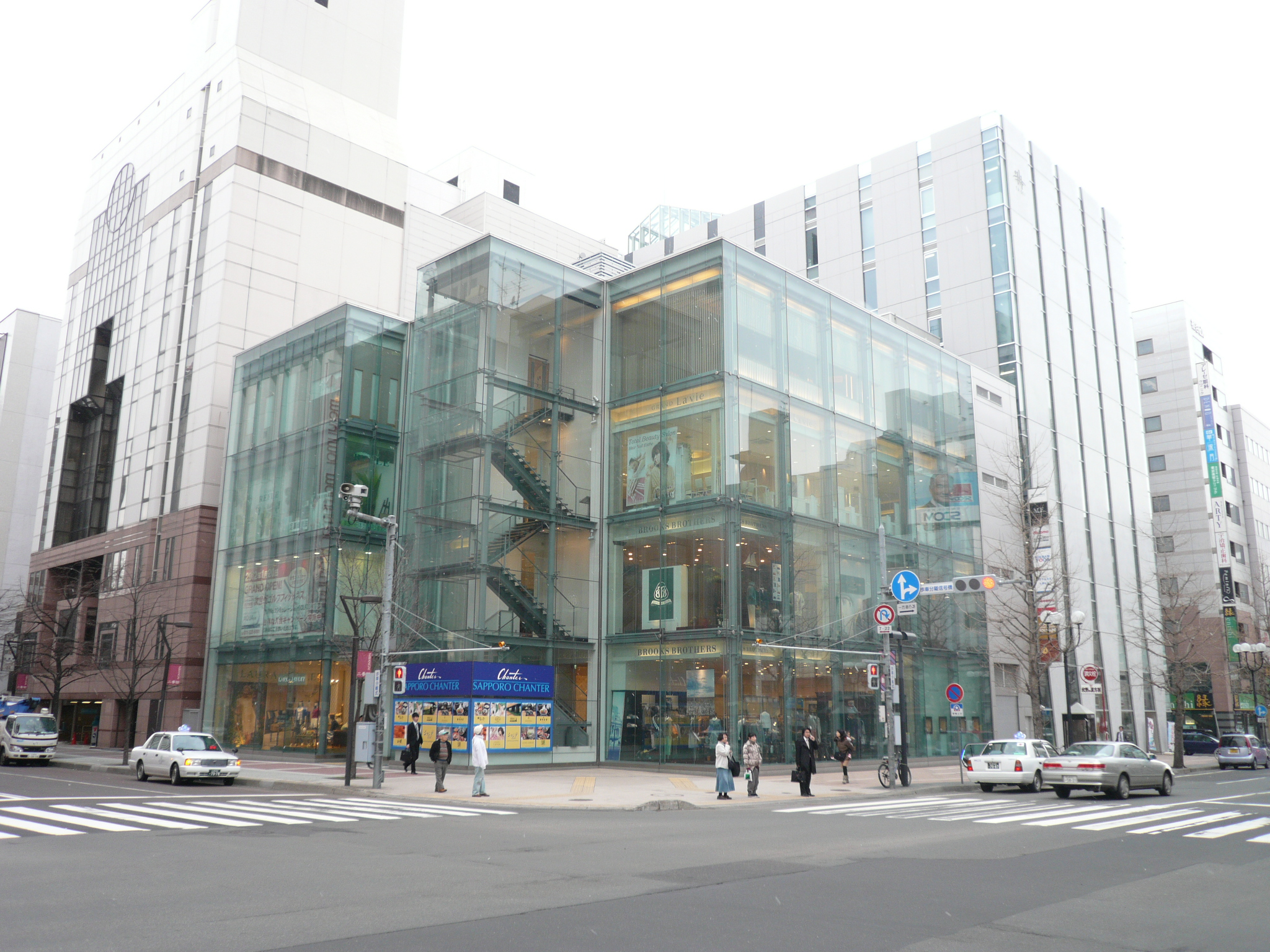
札幌東宝ビル（2012年4月）
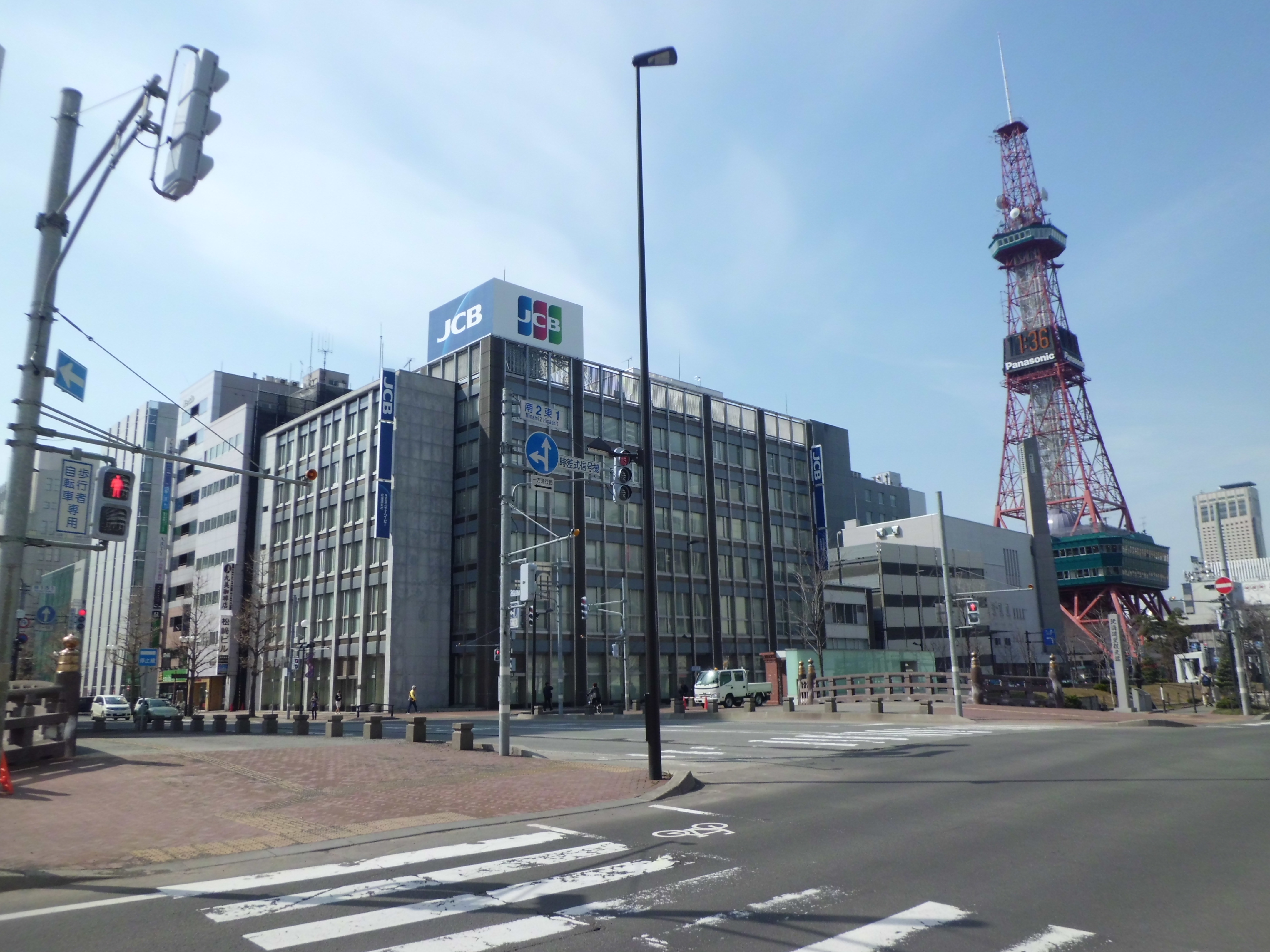
創成橋、JCB札幌東ビル、さっぽろテレビ塔（2015年4月）
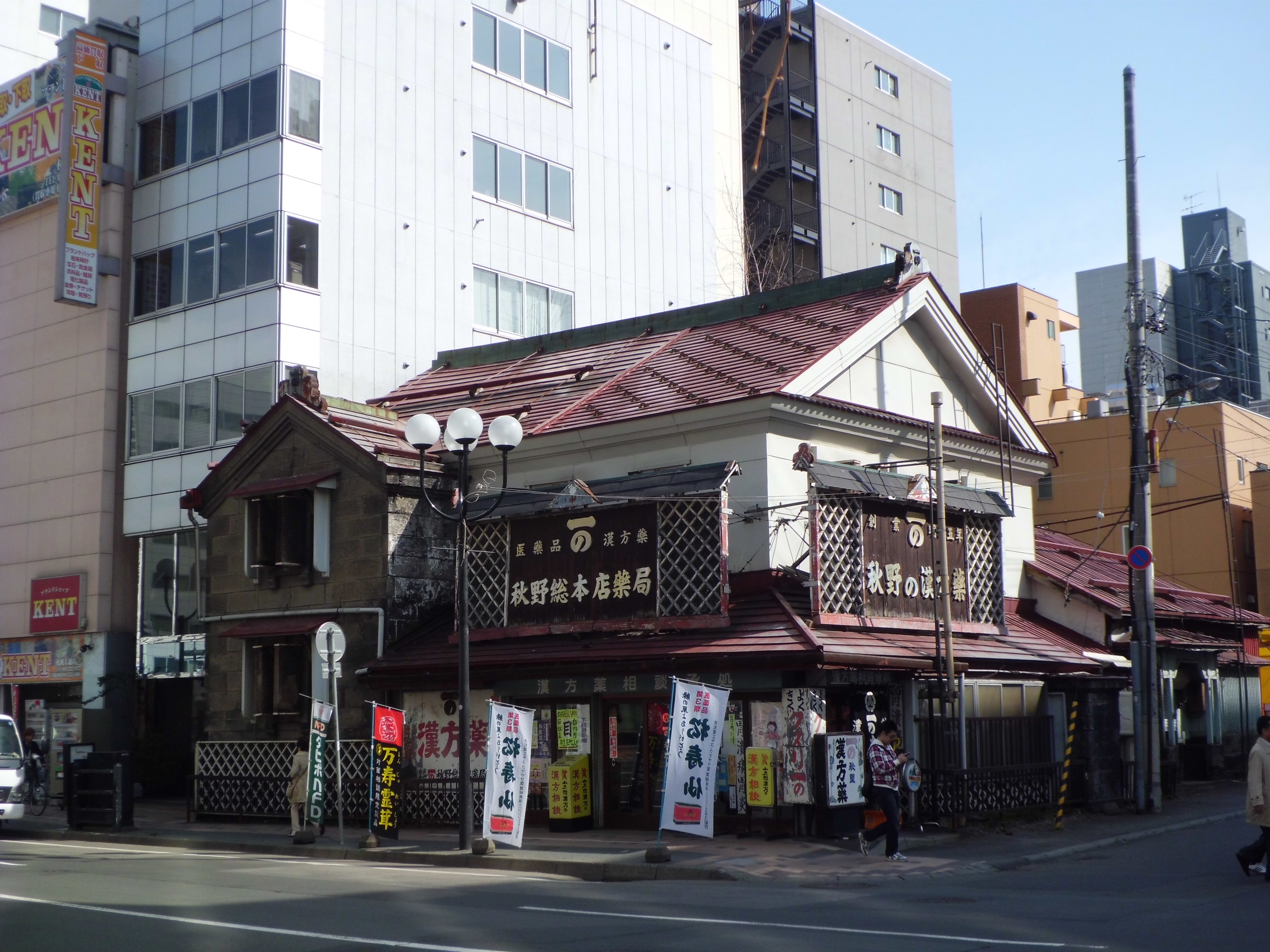
秋野総本店薬局（2015年4月）

## イベント
- さっぽろホコテン（夏期の週末）
- YOSAKOIソーラン祭り（一番街ステージ）（6月）
- さっぽろ市民音楽祭（7月）
- だい・どん・でん（9月）
- さっぽろホワイトイルミネーション（南一条通会場）（11月から3月）

## 参考資料
- 『さっぽろ文庫』 58 札幌の通り、札幌市。2017年9月11日閲覧。